# Comuna de Iława
Iława (polaco: Gmina Iława) é uma gminy (comuna) na Polónia, na voivodia de Vármia-Masúria e no condado de Iławski. A sede do condado é a cidade de Iława.
De acordo com os censos de 2004, a comuna tem 11 672 habitantes, com uma densidade 27,6 hab/km².

## Área
Estende-se por uma área de 423,55 km², incluindo:
- área agricola: 42%
- área florestal: 42%

## Demografia
Dados de 30 de Junho de 2004:
|                      | Total   | Total | Mulheres | Mulheres | Homens  | Homens |
| -------------------- | ------- | ----- | -------- | -------- | ------- | ------ |
|                      | pessoas | %     | pessoas  | %        | pessoas | %      |
| População            | 11 672  | 100   | 5808     | 49,8     | 5864    | 50,2   |
| Densidade (pop./km²) | 27,6    | 100   | 13,7     | 13,7     | 13,8    | 13,8   |

De acordo com dados de 2002, o rendimento médio per capita ascendia a 1305,64 zł.

## Comunas vizinhas
- Biskupiec, Iława, Kisielice, Lubawa, Miłomłyn, Nowe Miasto Lubawskie, Ostróda, Susz, Zalewo